# Dhrontalsperre
Die Dhrontalsperre im Tal der Kleinen Dhron bei Heidenburg und Leiwen in Rheinland-Pfalz wurde von 1911 bis 1913 zur Gewinnung elektrischen Stroms von der Stadt Trier errichtet. Das Wasser wird zur Mosel bei Leiwen geleitet. Im 100 m tiefer gelegenen Kraftwerk (Dhronkraftwerk) am Moselufer wird mit Turbinen Strom aus Wasserkraft erzeugt. Von 1956 bis 1993 war das Dhronkraftwerk als Pumpspeicherkraftwerk in Betrieb. Betreiber des Kraftwerks ist heute die RWE Power AG.

## Geschichte

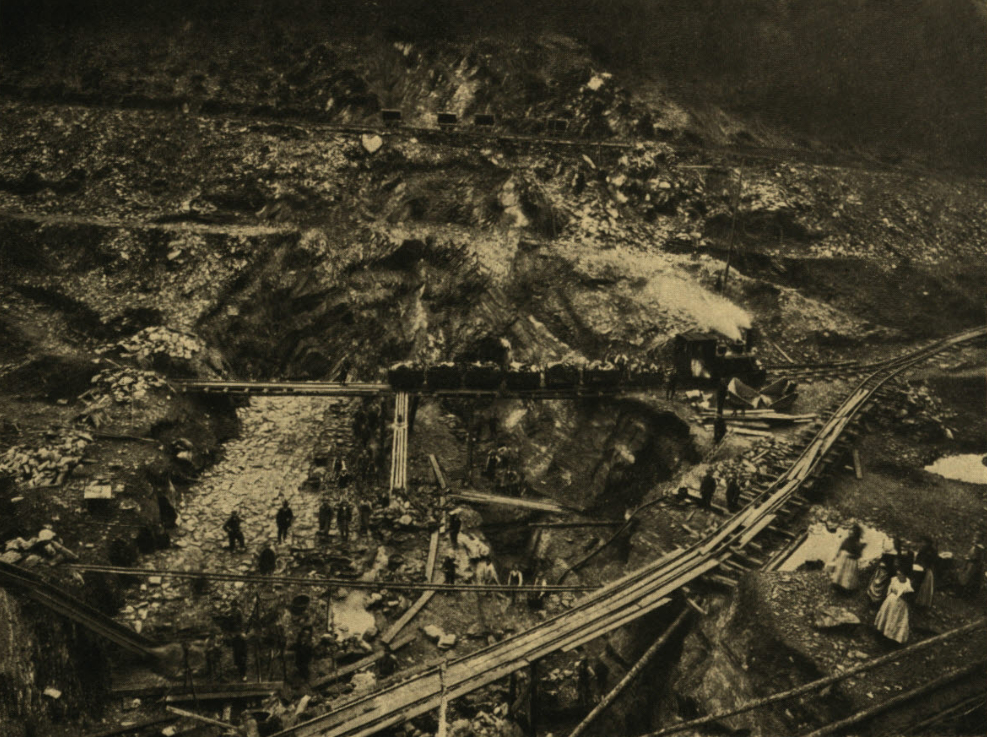
Bau der Talsperre, hier: Fundierung der Sperrmauer

Der Bau eines Wasserkraftwerks mit Stauanlage als Ergänzung zum 1902 errichteten Dampfkraftwerk in Trier wurde vor dem Hintergrund einer stetig steigenden Stromabgabe erwogen. Das Wasserkraftwerk sollte die gesamte Stromerzeugung während der Wintermonate und ansonsten die Spitzenlastabdeckung übernehmen. Es wurde außerdem als Ausgangspunkt für eine Expansion der Stromversorgung in die umliegenden Kreise angesehen. Zunächst wurde als Standort der Abschnitt der Ruwer zwischen dem Heiderhof und Pluwigerhammer ins Auge gefasst. 1908 errichtete man dort ein Messwehr. Wenig später stellte man fest, dass man an der Kleinen Dhron eine wirtschaftlichere Anlage errichten konnte. Die Stadtverordnetenversammlung fasste am 8. Dezember 1908 den Beschluss zur Errichtung der Anlage an der Kleinen Dhron. 1911 begannen die Bautätigkeiten und die Einweihung erfolgte am 14. Mai 1913. Zur Verbindung des Dhronkraftwerks mit dem Stromnetz der Stadt Trier war 1912 ein 23,5 Kilometer langes 25000-Volt-Erdkabel verlegt worden. Im Kraftwerk wurden drei Wasserturbinen mit einer Leistung von jeweils 2000 PS installiert, die direkt mit Generatoren von jeweils 1875 kVA verbunden waren. Während des Ersten Weltkriegs konnte ein vierter Maschinensatz mit einer Turbinenleistung von 4000 PS und einer Generatorleistung von 4550 kVA, der ursprünglich für den Export vorgesehen war, beschafft und in Betrieb genommen werden. 1928 übernahm RWE die Anlage zusammen mit allen weiteren Kraftwerken und dem Stromnetz der städtischen Elektrizitätswerke.
1956 wurde eine Erweiterung zum Pumpspeicherkraftwerk fertiggestellt. Die Pumpe mit einer Leistung von 13.000 m³/h entnahm nachts Wasser aus der Mosel und pumpte es in den 100 Meter höher liegenden Stausee. Sie wurde installiert, um den Betrieb des Kraftwerks auch an heißen Sommertagen sicherzustellen, wenn die Wasserführung der Kleinen Dhron stark zurückgeht. Die Pumpe wurde 1993 stillgelegt und 1997 demontiert, seitdem wird wieder ausschließlich der natürliche Zulauf der Kleinen Dhron als Triebwasser genutzt.

## Elemente

### Absperrbauwerk
Das Absperrbauwerk der Dhrontalsperre ist eine Gewichtsstaumauer aus Bruchstein mit gekrümmtem Grundriss. Sie ist eine Talsperre nach dem Intze-Prinzip und besitzt auch einen Intze-Keil. Die Staumauer ist von 2005 bis 2006 saniert worden und hat einen Drainagestollen (Kontrollgang) mit dazugehörigen Drainagen und eine Untergrundabdichtung (Dichtungsschleier) erhalten.
Für die Hochwasserentlastung ist die Mauerkrone überströmbar ausgebildet. Der Überfallrücken auf der Mauerkrone ist durch Zwischenpfeiler in zehn Felder unterteilt. Hierbei sind die Überfallkanten der beiden äußeren Felder niedriger angeordnet als die übrigen acht mittleren Felder. Das überströmende Wasser wird über die an den Hängen angeordneten Kaskaden in das Tosbecken geleitet. Auf den Zwischenpfeilern ist eine etwa 5 m breite Brücke angeordnet.

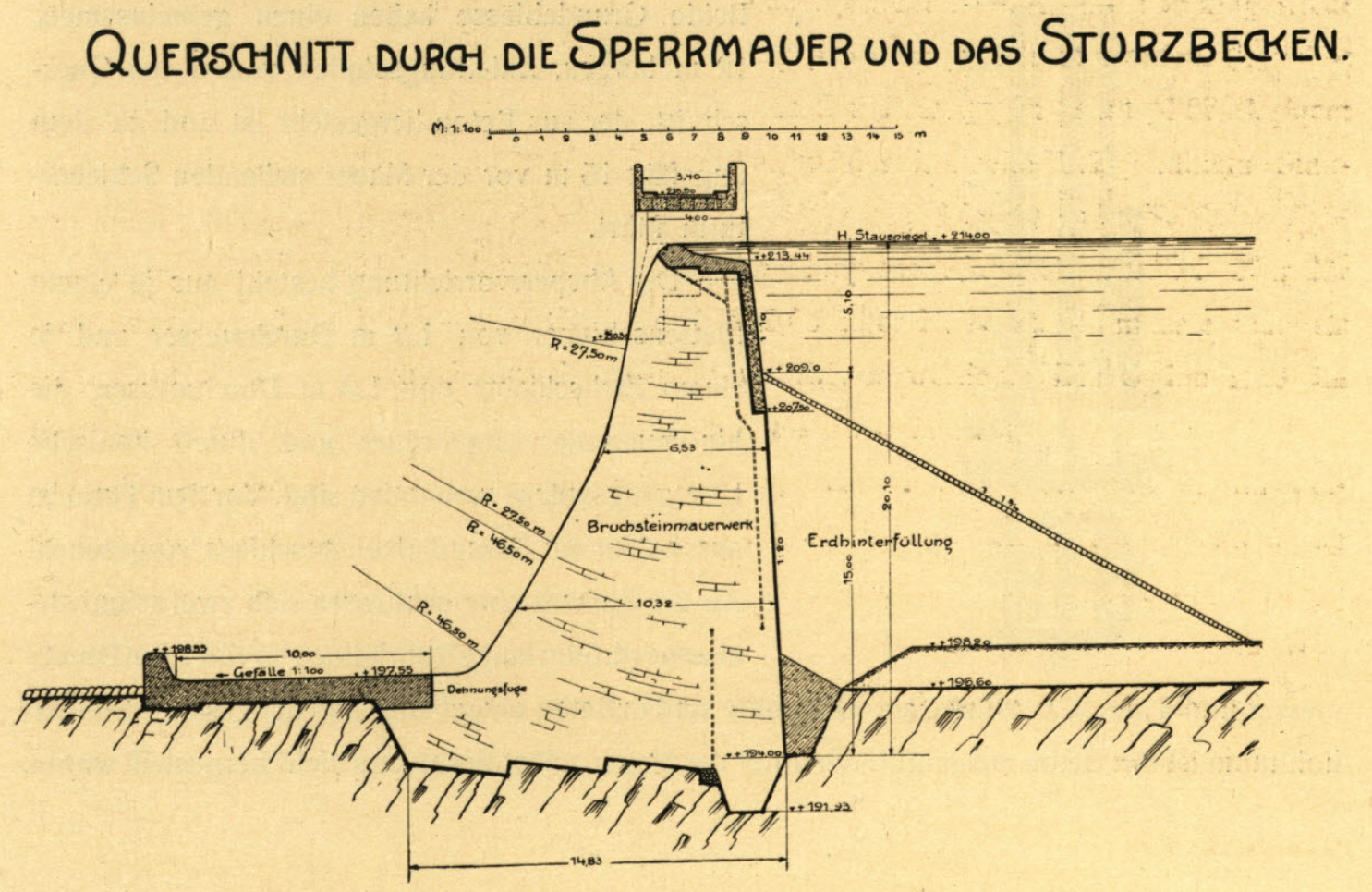
Querschnitt durch die Staumauer und das Sturzbecken
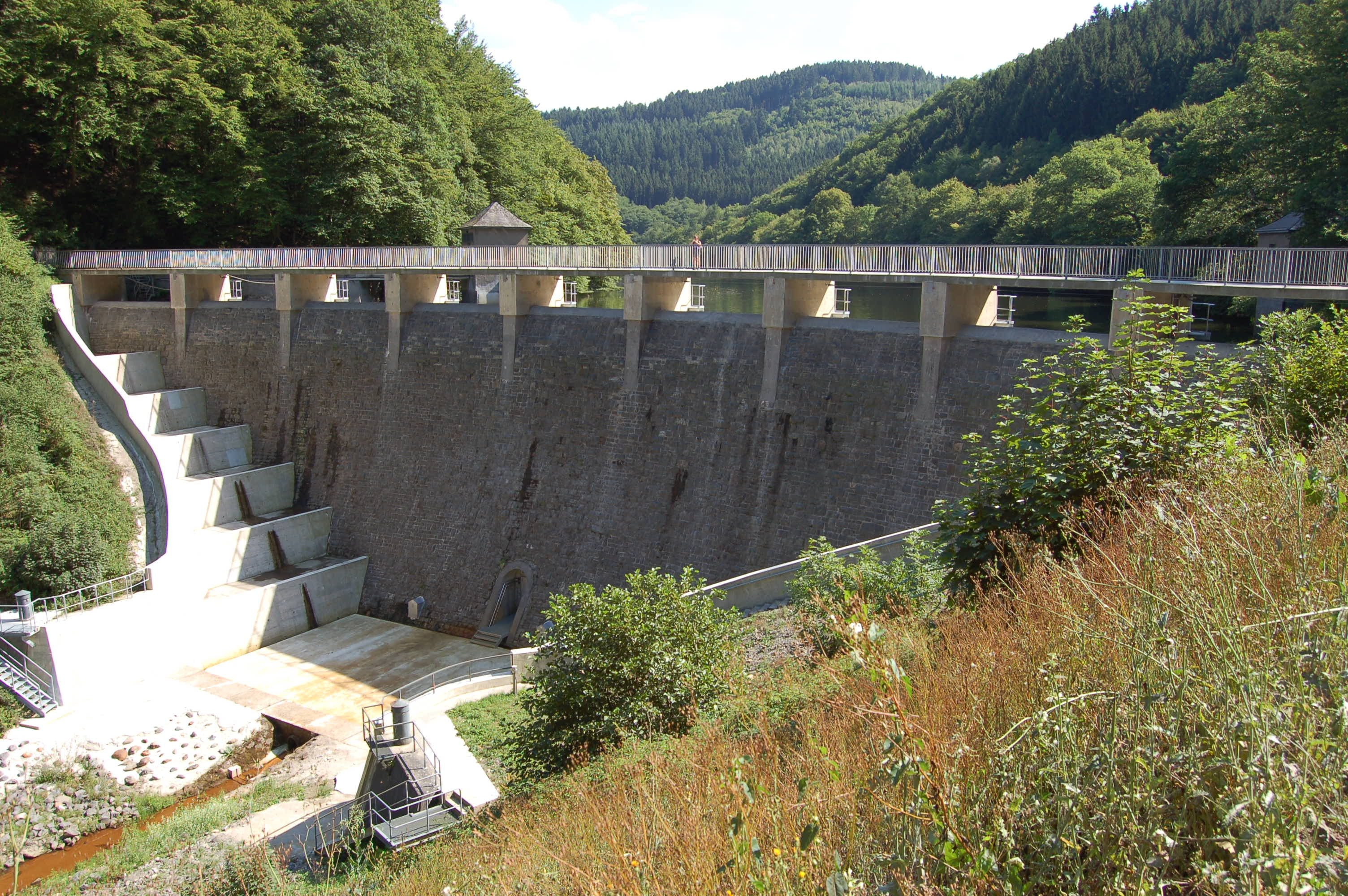
Staumauer der Dhrontalsperre

### Druckstollen, Schieberhaus und Druckrohrleitungen
Der Druckstollen leitet das Wasser der Kleinen Dhron unterirdisch durch den Berg in Richtung Moseltal. Der gesamte, mit Beton ausgekleidete Stollen ist 1897 Meter lang. Am Ende des Druckstollens, etwa in mittlerer Höhe des Berges, steht das sogenannte Schieberhaus. In diesem Gebäude lassen sich die beiden Druckrohrleitungen jeweils separat mithilfe von Schiebern regeln. Die Rohrleitung beginnt mit einem 40 Meter langen, einbetonierten Abschnitt. Von dort verlaufen die beiden parallel geführten Rohrstränge steil abwärts zum Kraftwerksgebäude am Moselufer. Sie haben einen Durchmesser von jeweils 1200 mm und erstrecken sich über eine Länge von jeweils 353 Metern.

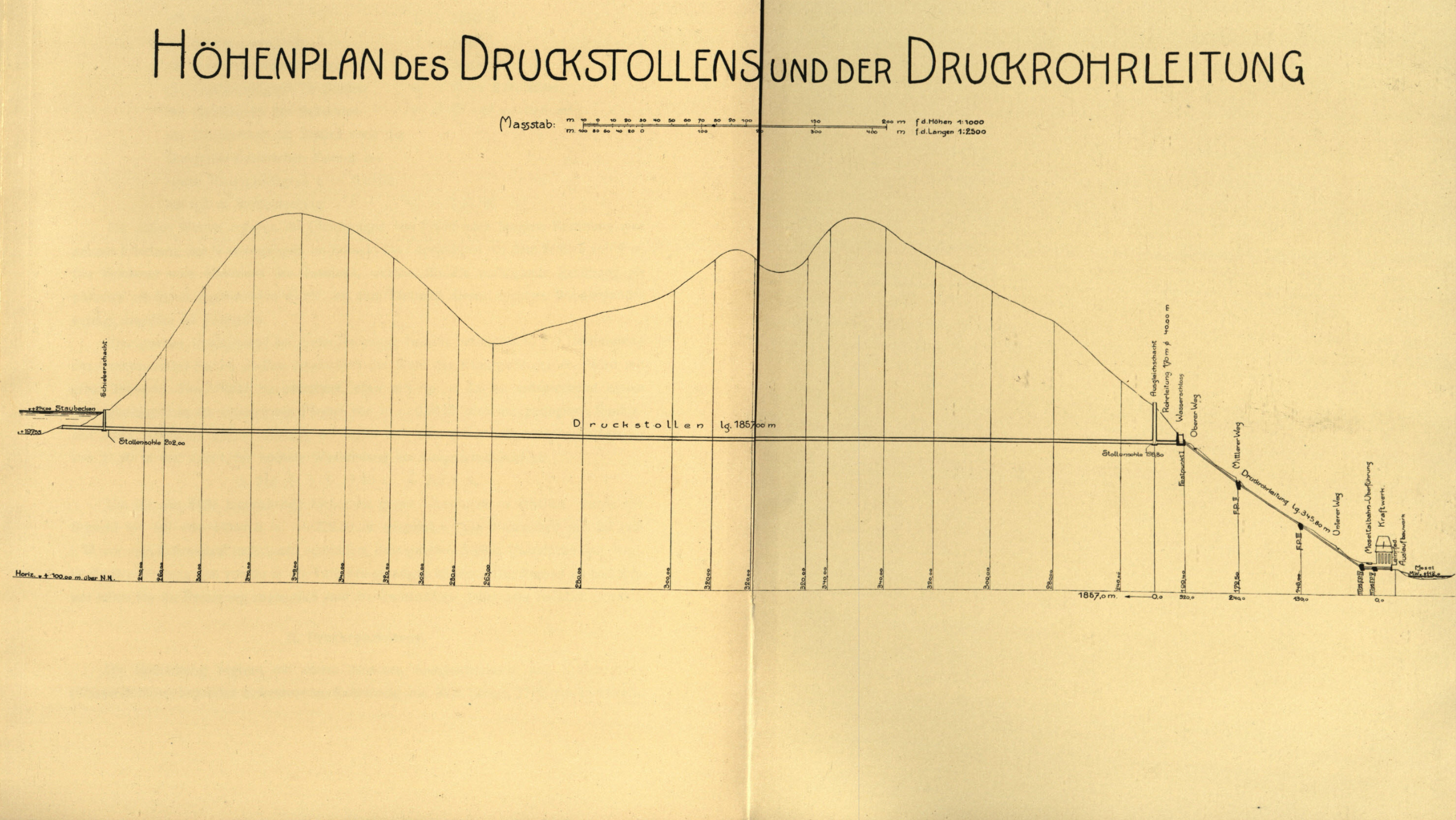
Höhenplan des Druckstollens und der Druckleitung
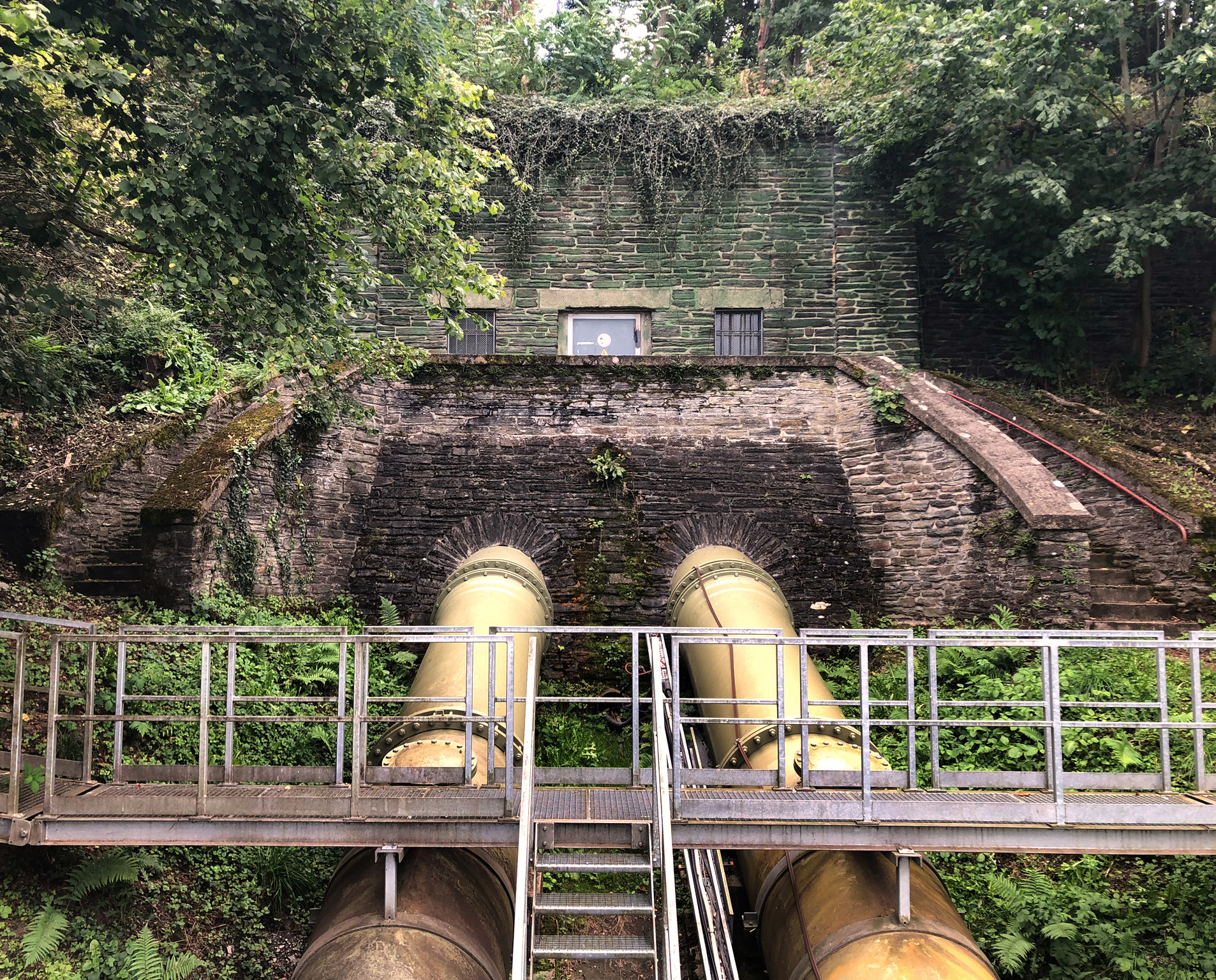
Schieberhaus mit Austritt der Druckrohrleitung
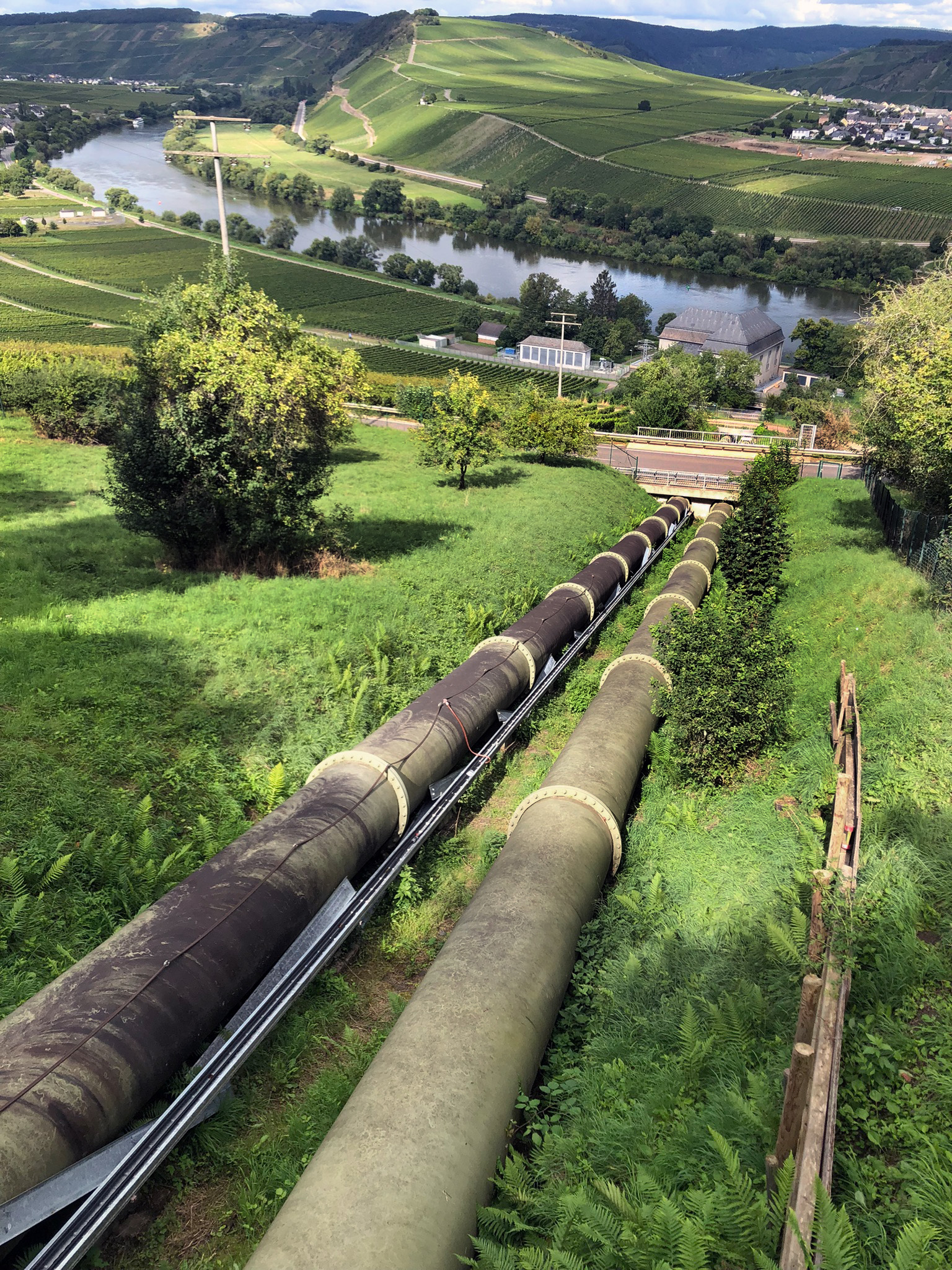
Druckrohrleitung zum Maschinenhaus

### Kraftwerkshaus
Das Kraftwerkshaus (Maschinenhaus) steht direkt am Moselufer. In der Maschinenhalle befinden sich vier große Maschineneinheiten, die jeweils aus einer Turbine und einem Generator bestehen. Die Francis-Turbinen erreichen eine maximale Leistung von ca. 1500 Kilowatt bei einem Nettogefälle von 84 bis 100 Metern und einer Drehzahl von 600 Umdrehungen pro Minute. Transformatoren sorgen für eine Spannung von 20 000 Volt, die für die Einspeisung ins Netz erforderlich ist. Die maximale Leistung des gesamten Kraftwerks beträgt ca. 5 bzw. 8 Megawatt (unterschiedliche Angaben).

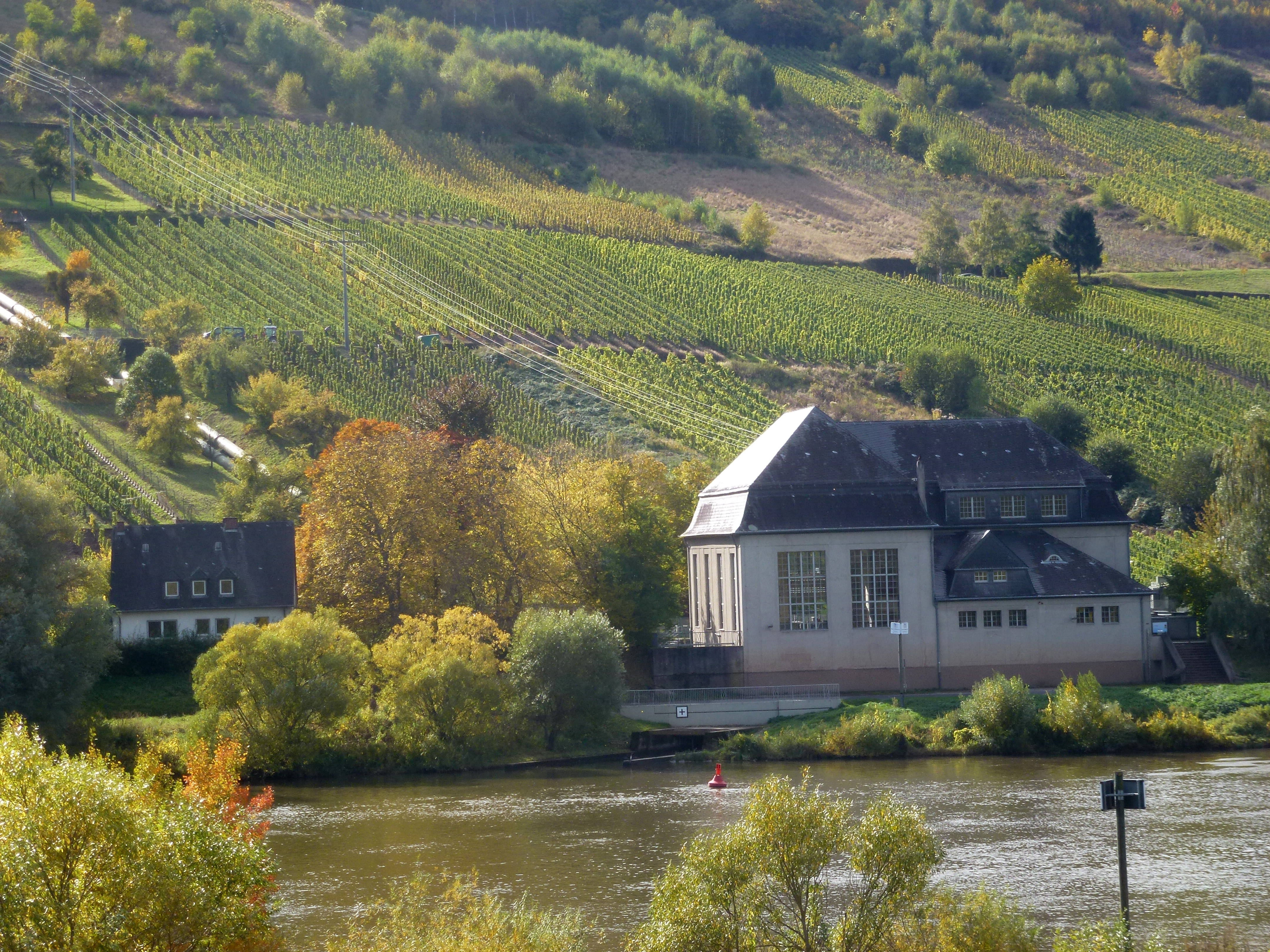
Maschinenhaus mit Rohrleitung am Moselufer
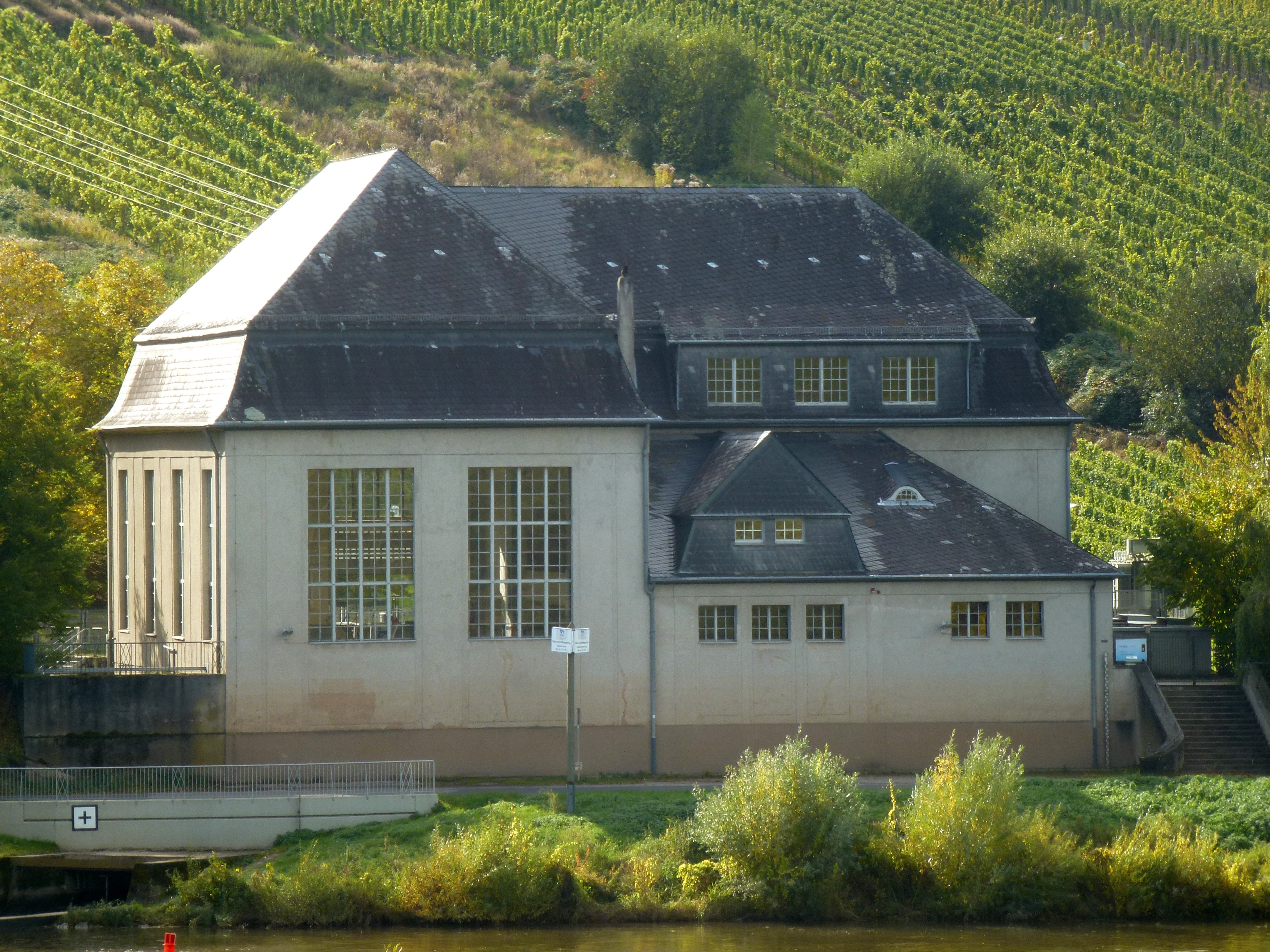
Maschinenhaus